# Carsten Wiebusch
Carsten Wiebusch (* 1969 in Göttingen) ist ein deutscher Organist, Kirchenmusiker und Hochschullehrer.

## Leben und Wirken
Wiebusch studierte Kirchenmusik an der Musikhochschule Düsseldorf bei Hans-Dieter Möller, Orgel und Thomas Palm, Klavier, sowie Orgel bei Jon Laukvik in Stuttgart und Dirigieren bei Ralf Otto an der Folkwanghochschule Essen. 
Von 1993 bis 1999 war er Organist an der spätromantischen Walcker-Orgel in Essen-Werden.
Von 1999 bis 2017 wirkte Carsten Wiebusch als Kantor und Organist an der Christuskirche Karlsruhe. Dort leitete er den Oratorienchor Karlsruhe an der Christuskirche und den von ihm gegründeten Kammerchor der Christuskirche. Zur Aufführung kamen Werke der Alten Musik bis hin zu Schönbergs Friede auf Erden oder Wolfgang Rihms Deus Passus.
Mit der Einweihung der neuen, erweiterten Klais-Orgel 2010 rief Carsten Wiebusch den Orgelzyklus „Faszination Orgel“ ins Leben, in dem er bis heute regelmäßig zu hören ist.
Hinzu kamen regelmäßige Auftritte als Pianist und Klavierbegleiter.
2000–2017 unterrichtete er als Dozent eine Orgelklasse an der Musikhochschule Karlsruhe, 2013–2017 auch an der Hochschule für Kirchenmusik Heidelberg.
2013 wurde Wiebusch durch die Evangelische Landeskirche Baden der Titel eines Kirchenmusikdirektors verliehen. 2015 erfolgte die Ernennung zum Professor an der Musikhochschule Karlsruhe.
2017 wurde er als Professor für Orgel an die Hochschule für Musik und Darstellende Kunst Frankfurt am Main berufen.
2022 wurde Wiebusch an selbiger Hochschule zum Vizepräsidenten für Studium, Lehre und Nachwuchsförderung gewählt.
Wirken:
Das musikalische Wirken Wiebuschs erstreckt sich über mehrere Bereiche.
Als Kantor dirigierte er das gesamte gängige Oratorienrepertoire in exemplarischen Aufführungen sowie eine große Zahl Karlsruher Erstaufführungen mit Werken von Max Reger, Lili Boulanger, Benjamin Britten oder Oliver Messiaen. Mit dem von ihm mitbegründeten Mädchenchor von Cantus Juvenum besteht weiterhin eine enge künstlerische Zusammenarbeit; eine gemeinsame CD-Produktion französischer Musik ist 2022 erschienen.
Als Dirigent und Orgelsolist verbindet Carsten Wiebusch eine regelmäßige Zusammenarbeit mit dem Badischen Staatstheater, den dortigen Händelfestspielen (Gründung des Händelfestspielchores 2016) und der Badischen Staatskapelle. 2022 wird die Ballettproduktion Produktion Per Aspera ad Astra wiederaufgenommen, in der Wiebusch als Orgelsolist mit Orchester spielt.
Als Organist umfasst sein Repertoire Orgelmusik aller Epochen. Neben dem Gesamtwerk von Johann Sebastian Bach und den bedeutenden Werken der Orgelromantik beherrscht er das gesamte Orgelwerk von Oliver Messiaen. Carsten Wiebusch ist Preisträger internationaler Wettbewerbe (u. a. Bachpreis Wiesbaden) und bereits europaweit als Organist aufgetreten.
Seine CD-Aufnahmen mit Werken von Bach, Mussorgsky, Reger, Debussy, Franck etc. erhielten weltweit positives Presseecho. Darüber hinaus liegen zahlreiche Rundfunkaufnahmen des SWR und NDR vor.
Ein Schwerpunkt im Wirken Wiebuschs ist die Orgeltranskription von Klavier- und Orchesterwerken. (u. a. Debussy, Claude: Prelúdes (II. Band), Modest Mussorgsky: Bilder einer Ausstellung).

## Auszeichnungen
- 1995: Internationaler August-Gottfried-Ritter-Wettbewerb Magdeburg
- 1995: 1. Preis beim Johann-Sebastian-Bach-Preis Wiesbaden

## Tondokumente (Auswahl)
- Max Reger: Orgelstücke op. 65,1; Modest Mussorgsky: Bilder einer Ausstellung; Richard Wagner: Vorspiel zu Parsifal. Walcker-Orgel (1900) der Ev. Kirche Essen-Werden. Audite, 1999.[8]
- Engel, Hirten, Könige… Weihnachtliche Orgel- und Chormusik aus der Christuskirche Karlsruhe. Mädchen- und Knabenchor Cantus Juvenum Karlsruhe, Oratorienchor Karlsruhe an der Christuskirche, Kammerchor der Christuskirche Karlsruhe, Carsten Wiebusch (Orgel). Audite, 2011.
- Best’s Bach. Ausgewählte Orgelwerke und Chaconne für Violine solo, eingerichtet von William Thomas Best. Audite, 2012.[9][10]
- Claude Debussy: La Cathédrale engloutie. Piano Works in Transcriptions for Organ. Audite, 2013.[11]
- Fauré, Debussy, Poulenc, et al: Chant des Jeunes – French Sacred Music for Girls Choir an Organ, Carsten Wiebusch; Peter Gortner; Cantus Juvenum Karlsruhe, Christophorus, 2022.[12]
- César Franck: Complete Organ Works, Carsten Wiebusch, CPO, 2022.[13]